# Teatro Kings (Brooklyn)
El Teatro Kings (en inglés, Kings Theatre), anteriormente Loew's Kings Theatre, es un lugar de espectáculos en vivo en el barrio Flatbush de Brooklyn, Nueva York (Estados Unidos). Inaugurado por Loew's Theatres como sala de cine en 1929 y cerrado en 1977, el teatro permaneció vacío durante décadas hasta que se inició una renovación completa en 2010. El teatro reabrió al público el 23 de enero de 2015 como recinto de artes escénicas. Fue incluido en el Registro Nacional de Lugares Históricos el 22 de agosto de 2012.

## Historia
Loew's Kings Theatre fue diseñado por el estudio de arquitectura de Rapp and Rapp. La decoración interior fue diseñada por Harold W. Rambusch. Fue construido y operado por la cadena Loew's Theatres, y fue uno de los cinco "Loew's Wonder Theatres" en el área metropolitana de Nueva York. Esta sala con capacidad para 3676 asistentes presentaba originalmente espectáculos que combinaban películas y vodevil en vivo. Se inauguró el 7 de septiembre de 1929, con un programa que incluía la película Evangeline, un espectáculo en vivo, orquesta y órgano de tubos solista. La estrella de la película, Dolores del Río, hizo una aparición especial en vivo. Sin embargo, con el declive del vodevil, el teatro pronto se convirtió para mostrar solo largometrajes.
El 30 de agosto de 1977, Loew's Kings cerró. Su película final fue Bruce Lee: The Man, The Myth. Después del momento de su cierre, cuando su lujoso interior de 1929 estaba casi completamente intacto, el teatro cerrado se deterioró lentamente. El interior del Kings sufrió grandes daños físicos como resultado de décadas de negligencia, daños por agua y vandalismo. El techo se reparó con retraso en 1991 y nuevamente en 2007 para detener un mayor deterioro. Ha sido propiedad de la ciudad de Nueva York desde 1979. Después del cierre, el teatro fue objeto de un documental cinematográfico, Memoirs of a Movie Palace (Memorias de un palacio de cine).

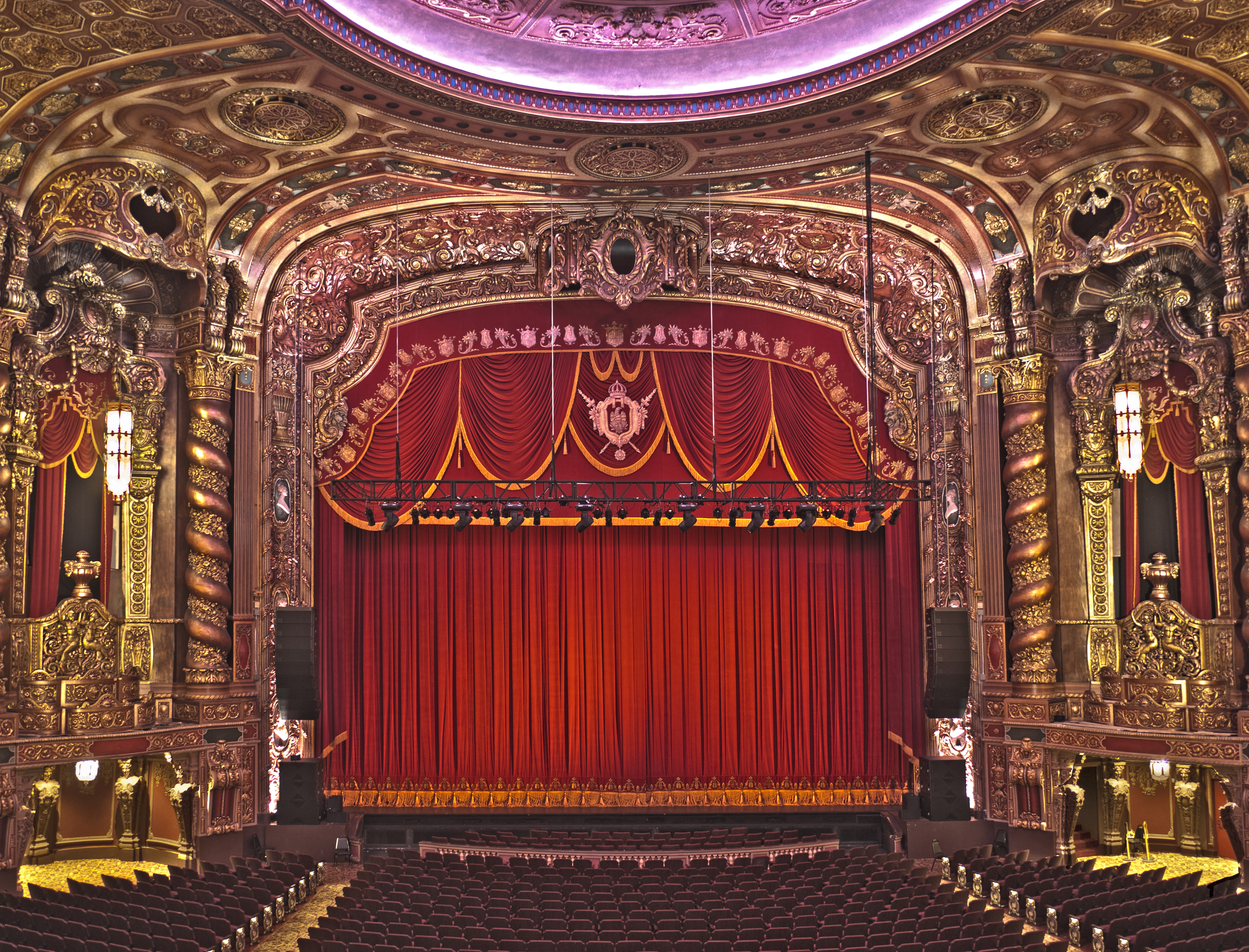
El interior renovado

### Renovación
Después de haber sido objeto de numerosas propuestas para su restauración durante los últimos treinta años, el Teatro Kings fue objeto de una completa renovación. La ciudad de Nueva York anunció el plan el 2 de febrero de 2010, con el objetivo de devolver el teatro para usarlo como lugar de artes escénicas. La renovación de 93 millones de dólares se completó en sociedad con un desarrollador privado, ACE Theatrical Group of Houston, que anteriormente había supervisado importantes restauraciones de varios teatros históricos, incluida la Ópera de Boston.
Los nuevos gerentes, ACE Theatrical Group, gastaron 95 millones de dólares en la renovación, incluidos más de 75 000 dólares solo en la restauración de los muebles del vestíbulo, que el antiguo gerente del teatro había guardado durante cuatro décadas.
Los espacios interiores del teatro se restauraron a su apariencia de 1929 y las instalaciones del escenario se reconstruyeron por completo según los estándares modernos. El trabajo de restauración en el auditorio y el vestíbulo estaba en marcha y estaba a punto de finalizar hasta finales de 2014. Diana Ross fue la artista destacada de la función de reapertura de gala el 3 de febrero de 2015.

## Órgano
Cuando se inauguró el Loew's Kings Theatre, estaba equipado con un órgano de tubos de Robert Morton. El instrumento tenía 23 tipos de tubo que se tocaban en una consola de cuatro manuales elaboradamente decorada, uno de los diseños "Wonder Morton" de Robert Morton, instalada en todos los teatros Wonder de Loew. El órgano era popular entre el público y se presentaba en actuaciones entre proyecciones de películas. El órgano se mantuvo en buenas condiciones y se tocó por última vez en 1974 antes de ser retirado y donado por la compañía Loew's a The Town Hall de la ciudad de Nueva York. Sin embargo, el instrumento nunca se reinstaló y la mayoría de sus tuberías y piezas desaparecieron durante el almacenamiento. En 1998, la lujosa consola fue reconstruida para su uso con un órgano de tubos comparable en una casa privada en Wheaton.
La familia Van der Molen envió una "Escritura de regalo" para su ahora 4/26 Wonder Morton a la New York Theatre Organ Society (NYTOS) el 13 de julio de 2011. En 2013, el órgano se retiró de la casa de la familia y se almacenó para un regreso anticipado al Teatro Kings restaurado. Sin embargo, el presupuesto del proyecto de renovación no preveía el transporte y la reinstalación del órgano, cuyo costo se estima en 650 000 dólares. Una evaluación de ingeniería determinó que las renovaciones mecánicas ya instaladas ocupaban espacio en los antiguos lofts de órganos que necesitarían las tuberías. Se decidió que un órgano electrónico, tocado a través de la consola original del teatro, ofrecería la solución más factible. En diciembre de 2014, ACE acordó ayudar en el desarrollo de una reproducción electrónica del Wonder Morton. Las tuberías donadas se venderían o donarían a un lugar adecuado.